# Colombia en los Juegos Paralímpicos de Sídney 2000
Colombia estuvo representada en los Juegos Paralímpicos de Sídney 2000 por tres deportistas masculinos. El equipo paralímpico colombiano no obtuvo ninguna medalla en estos Juegos.